# Tilo Wolff
Tilo Wolff (né le 10 juillet 1972 à Francfort-sur-le-Main) est un musicien allemand vivant actuellement en Suisse.
Il est l'un des fondateurs du groupe Lacrimosa au début des années 1990. Il y compose, arrange et écrit les paroles pour presque toutes les chansons. Il fonde également, à la même époque, le label Hall of Sermon.
En 2004, il fonde Snakeskin.
Il est de 2005 à 2010 l’agent du groupe allemand Cinema Bizarre,.